# 게오글로부스 아항가리
게오글로부스 아항가리는 게오글로부스속에 속하는 유일종이다.
게오글로부스 아항가리는 캘리포니아만의 심해에 위치한 과이마스 분지에 서식하는 종이다. 극호열성 세균으로, 88 °C에서 최적의 성장률을 보이며, 65 °C 이하, 90 °C 의 온도에서는 성장하지 못 한다. S 층 세포벽과 하나의 편모를 가지고 있다. 또한, 혐기성 세균으로, 제2철(Fe3+)이 최종전자수용체로 작용한다. 수소(H2)를 이용하여 독립 영양을 하거나, 많은 양의 유기물을 이용하여 종속 영양을 할 수도 있다.